# إثميا حاملة البقع
إثميا حاملة البقع (الاسم العلمي:Ethmia maculifera) هي نوع من الحشرات تتبع جنس الإثميا من فصيلة الألاشستيات.